# Begraafplaats van Achiet-le-Petit
De begraafplaats van Achiet-le-Petit is een gemeentelijke begraafplaats gelegen in het Franse dorp Achiet-le-Petit in het departement Pas-de-Calais. Ze ligt aan de Rue du Cimetière zo'n 440 m ten oosten van het dorpscentrum (gemeentehuis). De begraafplaats heeft een onregelmatig grondplan en wordt omsloten door een haag. De toegang bestaat uit een tweedelig traliehek.
Links van de toegang staat een kapel en aan einde van het middenpad staat een calvariekruis. 
Aansluitend ligt ten noorden van de begraafplaats de Duitse militaire begraafplaats Deutscher Soldatenfriedhof Achiet-le-Petit met meer dan 1300 gesneuvelde soldaten uit de Eerste Wereldoorlog.
Bij de oostelijke rand van de begraafplaats ligt een perk met 7 Britse gesneuvelde militairen uit de Tweede Wereldoorlog. 

## Militaire graven
De begraafplaats telt 7 graven van de bemanning van een Avro Lancaster bommenwerper die crashte op 11 april 1944. De bemanning bestond uit 5 Britten en 2 Canadezen.
De graven worden onderhouden door de Commonwealth War Graves Commission waar ze geregistreerd staan onder Achiet-le-Petit Communal Cemetery.
- Luitenant Richard William Picton en officier John James Logan werden onderscheiden met het Distinguished Flying Cross (DFC).
- Sergeant Kenneth Percy Charles Williams en luitenant William Hugh Waycott werden onderscheiden met de Distinguished Flying Medal (DFM).